# Premio Pulitzer 1966
Quella del 1966 fu la cinquantesima assegnazione dei Premi Pulitzer e vide il conferimento di quattordici premi in quindici categorie, otto relative al mondo del giornalismo e sette relative al mondo della letteratura e della musica.
In quest'edizione, la giuria fu composta da 14 membri, tra cui il presidente della Columbia University, Grayson Kirk, e fu presieduta da Joseph Pulitzer, redattore del St. Louis Post-Dispatch nonché omonimo figlio del fondatore dei premi Pulitzer, Joseph Pulitzer.

## Giornalismo
- Pubblico servizio:

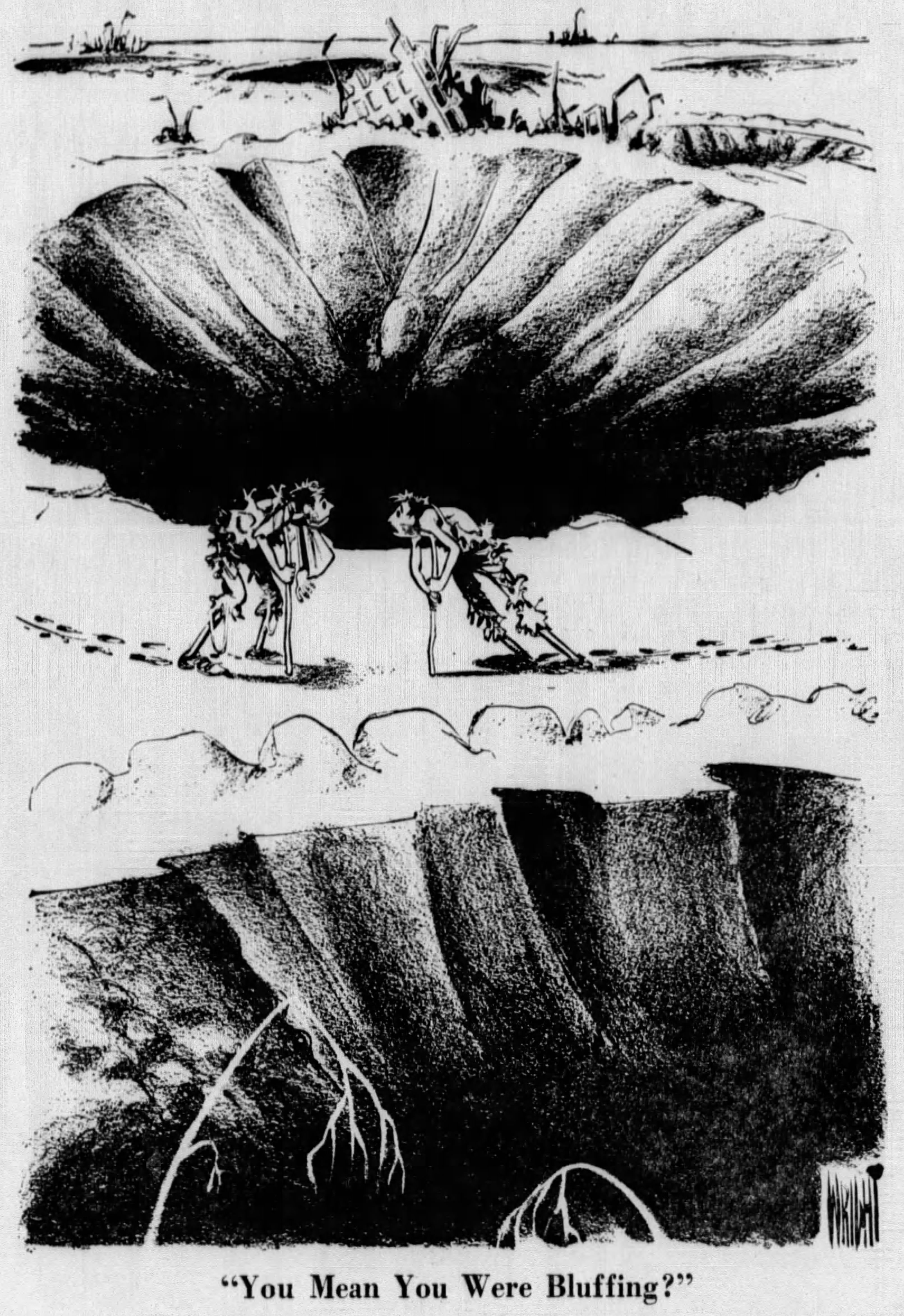
You Mean You Were Bluffing?, vincitrice del premio per la miglior vignetta editoriale

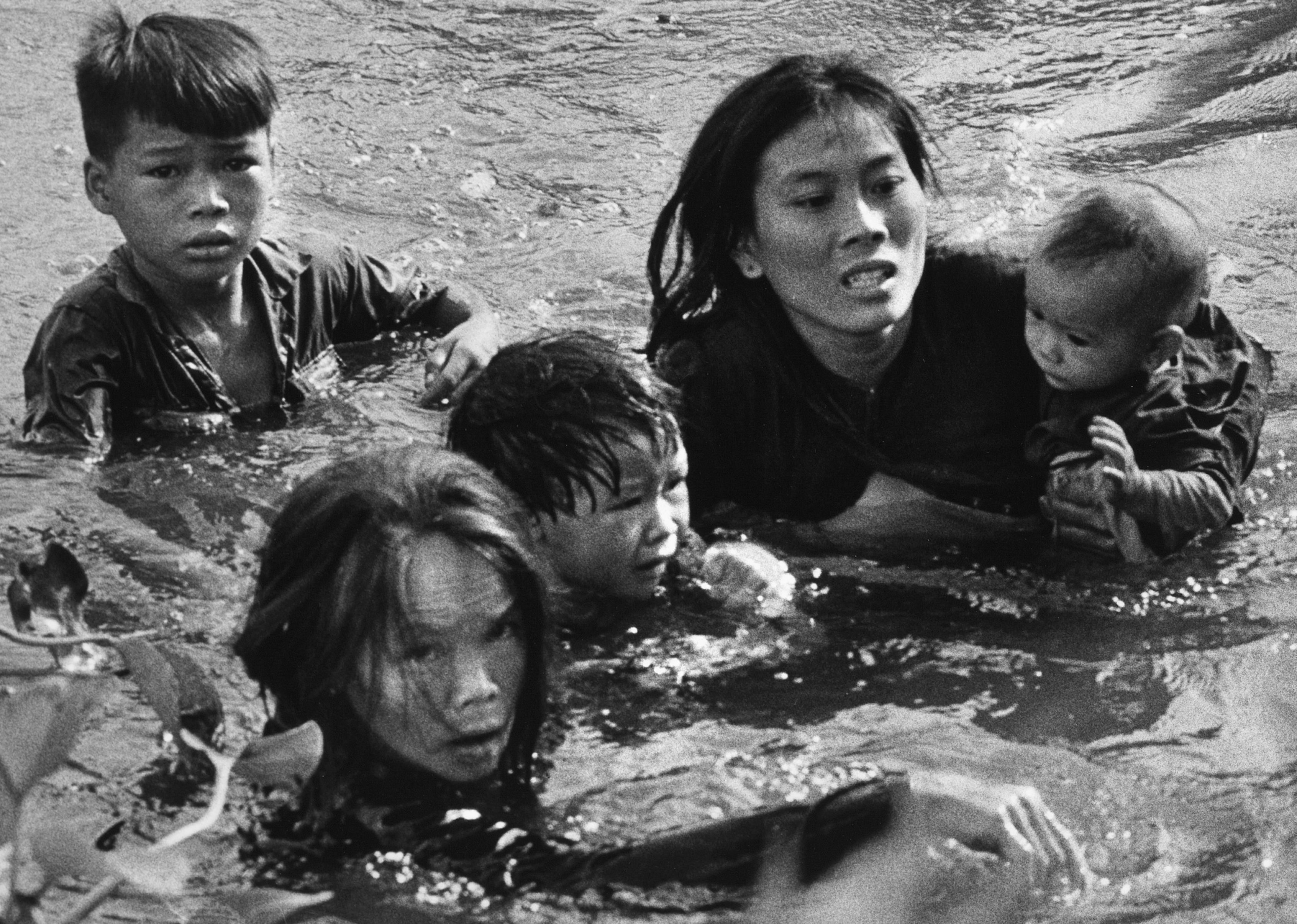
Flee to Safety, la fotografia vincitrice del Premio Pulitzer del 1966

  - The Boston Globe, per la sua campagna contro la conferma di Francis X. Morrissey al ruolo di giudice distrettuale federale nel Massachusetts.[3]
- Giornalismo locale di cronaca o di ultim'ora:
  - Staff del Los Angeles Times, per la copertura giornalistica della sommossa di Watts.
- Giornalismo locale investigativo specializzato:
  - John Anthony Frasca, del The Tampa Tribune, per le indagini da lui condotte su due rapine che hanno portato alla liberazione di un uomo innocente.
- Giornalismo nazionale:
  - Haynes Johnson, del Washington Evening Star, per l'encomiabile copertura dedicata al conflitto per i diritti civili incentrato su Selma, in Alabama, e in particolare per il resoconto delle conseguenze di tale conflitto.
- Giornalismo internazionale:
  - Peter Arnett, dell'Associated Press, per la copertura giornalistica da lui condotta sulla guerra del Vietnam.
- Editoriale:
  - Robert Lasch, del St. Louis Post-Dispatch, per gli encomiabili editoriali scritti nel 1965, tra cui spicca l'articolo The Containment of Ideas.
- Vignetta editoriale:
  - Don Wright, del The Miami News per la vignetta You Mean You Were Bluffing?.
- Fotografia:
  - Kyoichi Sawada, della United Press International, per le sue fotografie dal teatro della guerra del Vietnam scattate nell'anno 1965, tra cui quella intitolata Flee to Safety, raffigurante una famiglia vietnamita intenta ad attraversare un fiume dopo che il suo villaggio è stato attaccato.

## Letteratura, drammaturgia e musica
- Narrativa:
  - Collected Stories, di Katherine Anne Porter (Harcourt).
- Drammaturgia:
  - Non assegnato.
- Storia:
  - The Life of the Mind in America, di Perry Miller (Harcourt).
- Biografie o Autobiografie:
  - A Thousand Days, di Arthur Schlesinger, Jr. (Houghton).
- Poesia:
  - Selected Poems, di Richard Eberhart (New Directions).
- Saggistica:
  - Wandering Through Winter, di Edwin Way Teale (Dodd).
- Musica:
  - Variations for Orchestra, di Leslie Bassett (Peters), eseguita per la prima volta negli Stati Uniti d'America dalla Philadelphia Orchestra il 22 ottobre 1965.